# ミス・ユニバース2008
ミス・ユニバース2008（ベトナム語：Hoa hậu Hoàn vũ 2008）は57回目のミス・ユニバースで、世界大会は2008年7月14日にベトナム・カインホア省のニャチャンで開催された。アジアでの開催は2005年のタイ・バンコク大会以来となった。前回大会より3カ国多い80の国・地域が参加した。
日本からは美馬寛子が代表として出場、トップ15に入賞した。

## 概要
2007年大会は日本代表の森理世が優勝したため、アジアでの開催が濃厚になっていた。ベトナム政府は2007年に開催されたミス・アース特別大会が行われたニャチャンでの開催に同意することを決定した。中継するNBCは、五輪中継が迫っていたが、主催者のミス・ユニバース機構とNBCは7月14日午前8時（現地時間）から衛星生中継で（ベトナム国内はVTV3）開催することで合意した。本大会の司会はアメリカズ・ゴット・タレントの司会者ジェリー・スプリンガーと、元スパイス・ガールズのメラニー・ブラウンが勤めた。音楽ゲストはレディー・ガガであった。
USA代表のクリストル・スチュワートは、2年連続で黒人がUSAを代表してミス・ユニバースに出場する重圧のためか、2007年のレイチェル・スミスに続き、イブニングドレス審査で階段で転倒するハプニングがあった。その影響で、トップ5にも進めなかった。

## 最終結果

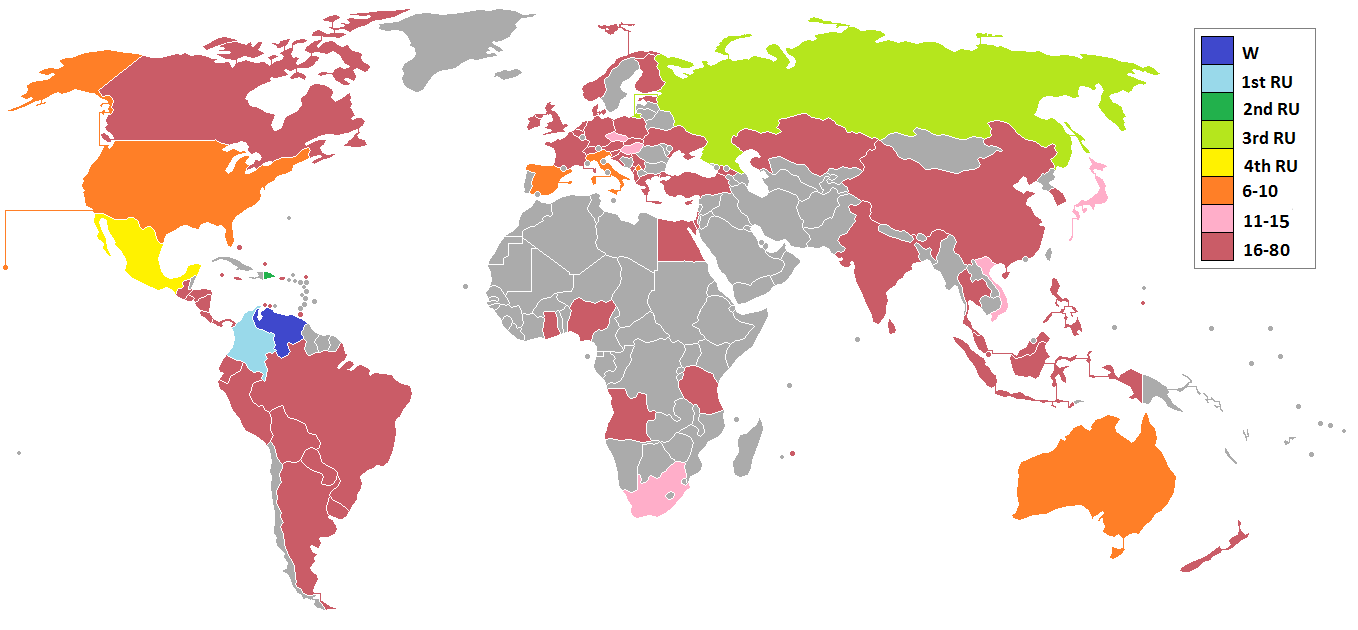
ミス・ユニバース2008の参加国・地域と最終結果

### 入賞者
| 最終結果             | 参加者 |
| -------------------- | --- |
| ミス・ユニバース2008 | - ベネズエラ – ダイアナ・メンドーサ（Dayana Mendoza） |
| 第2位                | - コロンビア – タリアナ・ヴァルガス（Taliana Vargas） |
| 第3位                | - ドミニカ共和国 – マリアンヌ・クルス（Marianne Cruz） |
| 第4位                | - ロシア – ヴェラ・クラソワ（Vera Krasova） |
| 第5位                | - メキシコ – エリザ・ナヘラ（Elisa Nájera） |
| トップ10             | - オーストラリア – ローラ・ダンドヴィッチ - イタリア – クラウディア・フェラリス - コソボ – ザラ・クラスニキ - スペイン – クラウディア・モロ - アメリカ – クリストル・スチュワート |
| トップ15             | - チェコ – エリシュカ・ブチコヴァ - ハンガリー – ジャズミン・ダマク - 日本 – 美馬寛子 - 南アフリカ – タンセイ・クッツェー - ベトナム – グエン・トゥイ・ラム                       |

### 特別賞
- ミス・コンジニアリティ：レベカ・モレノ（ エルサルバドル）
- ミス・フォトジェニック：該当なし
- ベスト・ナショナル・コスチューム：ガヴィントラー・ポーティジャック（ タイ）
- モスト・ビューティフル・フィギュア：エリザ・ナヘラ（ メキシコ）
- ミス・アオザイ：ダイアナ・メンドーサ（ ベネズエラ）

### スコア

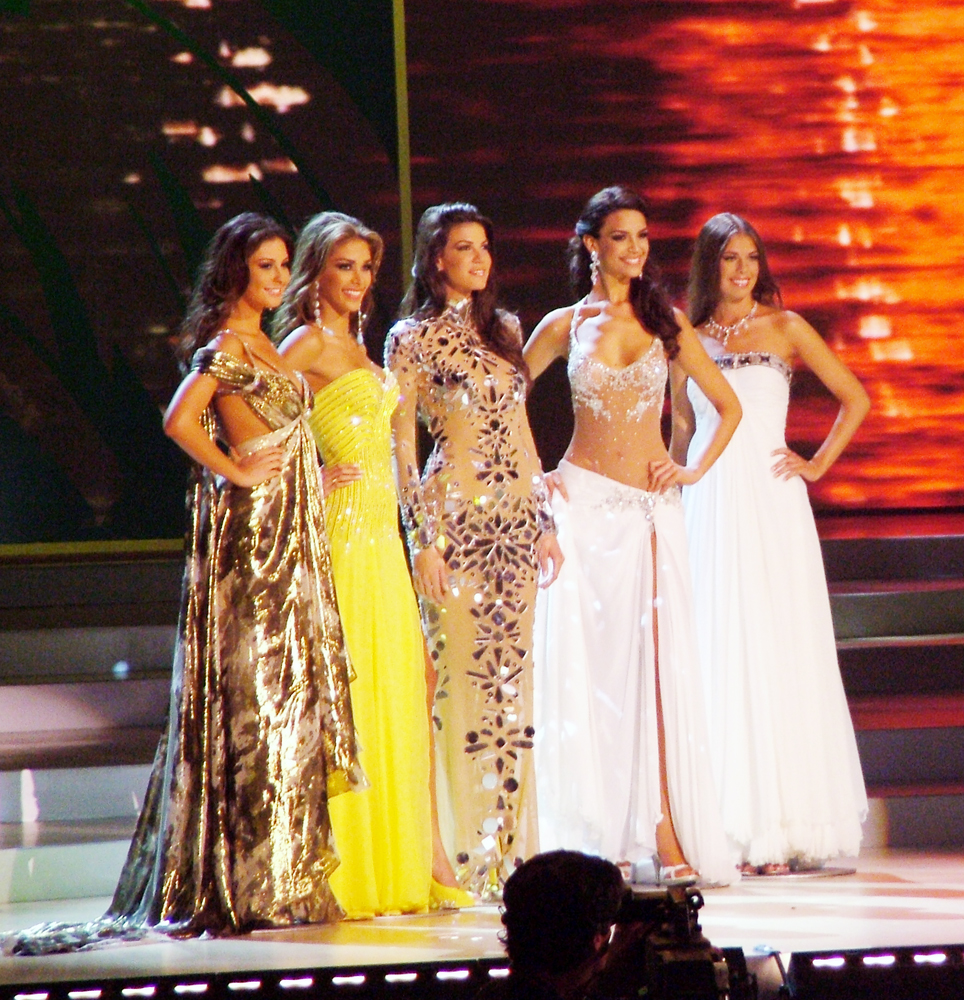
トップ5 （左から）: コロンビア、ベネズエラ、ドミニカ共和国、メキシコ、ロシアの代表

| \| 国名 \| スイムスーツ審査 \| イブニングガウン審査 \| \| ---------------- \| ---------------- \| -------------------- \| \| ベネズエラ \| 9.327 (2) \| 9.697 (2) \| \| コロンビア \| 9.433 (1) \| 9.829 (1) \| \| ドミニカ共和国 \| 8.983 (6) \| 9.036 (4) \| \| ロシア \| 8.414 (7) \| 8.471 (5) \| \| メキシコ \| 9.071 (5) \| 9.429 (3) \| \| コソボ \| 8.120 (8) \| 8.264 (6) \| \| スペイン \| 9.150 (4) \| 8.200 (7) \| \| アメリカ合衆国 \| 9.207 (3) \| 8.050 (8) \| \| イタリア \| 7.671 (10) \| 7.729 (9) \| \| オーストラリア \| 7.814 (9) \| 7.557 (10) \| \| チェコ \| 7.386 (11) \| \| \| ハンガリー \| 7.229 (12) \| \| \| 南アフリカ共和国 \| 7.133 (13) \| \| \| 日本 \| 7.100 (14) \| \| \| ベトナム \| 7.050 (15) \| \| | Winner (優勝) First runner-up (準グランプリ) Second runner-up (第3位) Third runner-up (第4位) Fourth runner-up (第5位) Top 10 Top 15 (#) Rank in each round of competition |                      |
| 国名 | スイムスーツ審査 | イブニングガウン審査 |
| ベネズエラ | 9.327 (2) | 9.697 (2)            |
| コロンビア | 9.433 (1) | 9.829 (1)            |
| ドミニカ共和国 | 8.983 (6) | 9.036 (4)            |
| ロシア | 8.414 (7) | 8.471 (5)            |
| メキシコ | 9.071 (5) | 9.429 (3)            |
| コソボ | 8.120 (8) | 8.264 (6)            |
| スペイン | 9.150 (4) | 8.200 (7)            |
| アメリカ合衆国 | 9.207 (3) | 8.050 (8)            |
| イタリア | 7.671 (10) | 7.729 (9)            |
| オーストラリア | 7.814 (9) | 7.557 (10)           |
| チェコ | 7.386 (11) |                      |
| ハンガリー | 7.229 (12) |                      |
| 南アフリカ共和国 | 7.133 (13) |                      |
| 日本 | 7.100 (14) |                      |
| ベトナム | 7.050 (15) |                      |

### 審査発表順(スコアに関係なく順不同)
Top 15
| - 1. Venezuela - 2. Kosovo - 3. Mexico - 4. Vietnam - 5. South Africa | - 6. Australia - 7. Japan - 8. Dominican Republic - 9. Italy - 10. Colombia | - 11. Russia - 12. Hungary - 13. Czech Republic - 14. USA - 15. Spain |

Top 10
| - 1. Kosovo - 2. Australia - 3. Spain - 4. Mexico - 5. Colombia | - 6. USA - 7. Dominican Republic - 8. Russia - 9. Italy - 10. Venezuela |

Top 5
- 1. Colombia
- 2. Venezuela
- 3. Dominican Republic
- 4. Mexico
- 5. Russia

## ミス・ユニバース・ジャパン2008
2008年のミス・ユニバース・ジャパンは4月3日に東京国際フォーラムにおいて開催。徳島県出身で日大文理学部体育学科に通う現役大学生の美馬寛子が日本代表に選ばれた。